# Yaresanismo
El yaresanismo o yarsanismo (del kurdo یارسان Yâresân, en persa اهل حق Ahl-e Haqq o «Gente de la Verdad») es una religión o corriente mística fundada en el siglo XIV d. C. por el líder espiritual kurdo Sultán Sahak. El número de adeptos se ha estimado entre uno y tres millones, situados principalmente entre el Irán occidental e Irak, en su mayoría de etnia kurda aunque existen también grupos menores de persas, luros, azeríes, laq, guilakíes, mazandaraníes y árabes. En Irak, algunos yaresaníes son llamados kakai (en árabe, كاكائي), mientras que en Irán son a menudo confundidos con otras sectas bajo la denominación de aliolahíes (en persa, علی‌الهی), peyorativa. La denominación Ahl-e Haqq ha sido adoptada además por corrientes del esoterismo islámico distintas del yarsanismo, como los nosairíes y horufíes.
La literatura religiosa yaresaní está escrita en goraní y parcialmente en persa, aunque pocos yaresaníes actuales pueden leer el goraní.
Hasta el siglo XX, la fe estaba estrictamente limitada a los kurdos nacidos de familia yaresaní, llamados chekidé («goteados», en persa چکیده) por oposición a los adherentes por vía matrimonial o chasbidé («pegados», en persa چسبیده). En la actualidad, la mayoría de adeptos se encuentran en los clanes kurdos Goran, Qaljani, Bayalani y Sanyabi del occidente iraní, constituyendo alrededor de un tercio de la provincia de Kermanshah.

## Orígenes: entre sufismo, chía y cultos angélicos kurdos
El carácter «típicamente sincrético» del yaresanismo hace controvertido determinar la genealogía de sus creencias.
Algunos autores consideran el yaresanismo como una de las numerosas corrientes del esoterismo islámico vinculadas al chiismo, tal como los ismaelíes, alevíes, nusairíes, ahmadíes, drusos, bektashíes, cármatas, horufíes, ravandíes, etc. Hach Nematolá concibe el yaresanismo como un conjunto de creencias transmitidas de épocas pretéritas que, combinadas con el patrimonio espiritual islámico, la mitología irania y las doctrinas de sectas chiíes «golat» difundidas por las regiones occidentales de Irán, ha adoptado distintas formas históricas según los acontecimientos de las distintas épocas. Mokrí identifica el yaresanismo con el hondo sentimiento religioso y los principios transmitidos por el primer imam del chiismo, Alí ben Abi Taleb, a Salmán el Persa. La práctica de la disimulación de la creencia (taqiya), corriente en el chiismo, contribuye a esta atribución, así como a la dificultad de determinar el número de seguidores yaresaníes. El investigador Seddiq Safizade apunta que, mientras el Kalam-e Saranyam afirma que el yaresanismo existe desde los albores de la Eternidad, de los indicios documentales se infiere que los inicios se remontan al círculo del chií coetáneo del califa Harún al-Rashid «Bohlul el Sabio Loco» de Kufa, que habría combinado las doctrinas zoroastrianas y maniqueas iranias con elementos islámicos, cristianos y judíos, además ideas del «extremismo» golat chií[cita requerida]. La opinión del propio Safizadé es que el yaresanismo constituye un modo de resistencia frente a la expansión árabe. El iranólogo ruso Vladimir Minorski juzga también que el yaresanismo es una derivación extremista del chiismo duodecimano pero que ha terminado desgajándose de este, al eclipsar por completo la figura de Sultán Sahak a la del imam Alí.
Otros investigadores consideran que el yaresanismo constituye a título propio una de las religiones kurdas angélicas, junto al yazidismo y el alevismo –en opinión de Mehrdad Michael Izady anteriores al islam. La turcóloga rusa Irene Melikoff señala, entre los puntos comunes a estas religiones, mitos de la creación comunes, así como la veneración del Ángel Pavorreal.
Mohammad Alí Jayeoddín señala la ausencia de menciones al yaresanismo en un tratado clásico islámico de religiones como el al-Milal wa-l-nihal de Shahrestaní y alude al empeño puesto por los yaresaníes en ocultar su fe. Señala la incompatibilidad de parte de las creencias yaresaníes con el islam.

## Localización geográfica
El ámbito geográfico central del yarsanismo se sitúa en la provincia iraní de Lorestán y, al norte, en las zonas de habla guraní de la provincia de Kermanshah –región  donde están los dos santuarios principales–. También hay yarsaníes en las zonas colindantes del Kurdistán iraquí, alrededor de Kirkuk y Solimania, así como dispersos hacia el norte en el Azerbaiyán iraní en torno al lago Urmía y tan lejos como Makú. Hacia el este, el área llega hasta la cordillera del Alborz al norte de Teherán y las costas meridionales del mar Caspio. Se encuentran comunidades en todas las grandes ciudades iraníes. En Irak hay también algunos yaresaníes de habla árabe en las ciudades de Mandali, Baquba y Janaqin.

## Organización
El yaresanismo carece de organización centralizada y los yaresaníes están divididos en distintos grupos étnicos, tribales y religiosos pero todos los une el respeto por la instituciones familiares fundadas por Sultan Sahak: once familias (en persa, jandán خاندان) de las que siete fueron establecidas por el propio Sultán Sahak (Shah Ebrahim, Ali Qalandar, Baba Yadegar, Seyed Abulwafa, Mir Sur, Seyed Mosaffa y Hayi Babu Isa), sumándose otras cuatro (Dhu'n-Nurí, Atash Beyg, Shah Hayas y Baba Heydar) entre los siglos XVII y XIX. Cada una es encabezada por un patriarca llamado seyed o pir, único en disponer de total acceso a los textos religiosos. La pertenencia de cada yaresaní a una de las familias es marcada, según el Saranyam, mediante el rito de paso denominado con el término sufí sar sepordan (en persa, «entregar la cabeza»). A lo largo de la historia se han producido rivalidades entre las distintas familias.

## Literatura religiosa
La mayor parte de la literatura religiosa yarsaní está escrita en goraní. No hay un libro sagrado único, pero en el área goraní es muy apreciada la colección de poemas mitológicos (kalâm) Daftar-e Jezâna-ye Perdivari («Libro del tesoro de Perdivar»). El libro Saranyam («Libro de la Perfección»), redactado entre los siglos XV y XVI sobre la base de las enseñanzas de Sultán Sahak, recoge la visión mítica de la historia mítica de los yarsaníes. Las comunidades de Azerbaiyán poseen poemas kalâm en azerí. El renovador Nematolá Mokrí Yeihunabadí, conocido como Hach Nematolá, compuso en persa a principios del siglo XX sus obras mayores: el extenso poema didáctico Shahname-ye Haqiqat, que resume la doctrina yaresaní, y la obra en prosa Forqân al-ajbâr, considerado por la Encyclopaedia Britannica como «la fuente principal de información sobre los Ahl-e Haqq». Hach Nematolá compuso también poemas en kurdo.

## Doctrina

### La manifestación de la verdad oculta
El estrato más primitivo de la doctrina yaresaní se origina, según H. Halm, en las vegas de los ríos Tigris y Karún, centros de las doctrinas chiíes «extremistas» nosairíes durante el período islámico clásico y hasta el siglo XVI. De ahí la profesión de creencias fundamentales como la división del Universo en un aspecto realidad profunda oculta (bâtin) y otro de manifestación histórica aparente (zâhir); así como la visión de la Historia como siete teofanías sucesivas, cuyas cuatro primeras corresponden a grados progresivos de desarrollo del conocimiento y son objeto de acuerdo entre las distintas fuentes yaresaníes: el Creador Jâvandagâr, Mortezâ Alí, Shah Joshín y Sultán Sahak, culmen de la sucesión teofánica, mientras que las tres posteriores son identificadas diferentemente por las distintas comunidades.
Cada manifestación de la Divinidad se presenta acompañada por cuatro ángeles auxiliares (yârân-e châr malak) que son emanaciones suyas y una quinta figura angélica femenina (Râzbar o Ramzbar) que vela por el cumplimiento de las prácticas religiosas. En las dos primeras teofanías, los nombres de los ángeles pertenecen a la tradición islámica chií golat., con el profeta del islam concebido como una de estas emanaciones y ángeles auxiliares de la Divinidad aparecida bajo la forma de Morteza Alí. y con Fátima como ángel femenino. Las leyendas de la tercera teofanía (Shah Joshín) se desarrollan en parajes de Lorestán y, según Halm, pertenecen a la primera fase de desarrollo de la doctrina fuera de las citadas vegas. Las creencias de la cuarta teofanía corresponderían a la forma definitiva de la tradición yaresaní en los territorios goraníes.

### Metempsícosis y escatología
La doctrina en la sucesión de teofanías se corresponde con la creencia en la reencarnación. Cada alma pasa por un ciclo de 1.001 encarnaciones, a lo largo del cual son retribuidas por sus actos, aunque los «oscuros» jamás «verán el Sol». El sufrimiento en el ciclo incrementa la luminosidad del alma y la acerca a Dios. 
Los Ahl-e Haqq esperan con fervor el advenimiento del Señor del Tiempo que «cumplirá los deseos de los Amigos y envolverá el Universo». Los poderosos serán exterminados. Los buenos accederán al Paraíso y los malos serán aniquilados.

### Pilares del yarsanismo
La religión yaresaní reposa sobre cuatro pilares: pureza, rectitud, aniquilación y entrega. La pureza (en persa, pakí –پاکی–), en cuanto que todo ahl-e haqq debe mantener puro tanto su exterior como su interior, en todos los sentidos: sano y limpio su cuerpo; aseados su aspecto, atuendo y hábitat; saludable su comida; e interiormente ha de mantener puro su pensamiento, decoroso su lenguaje y decente su comportamiento. La rectitud (en persa, rastí –راستی–), en cuanto que el yaresaní debe seguir el buen camino, obedecer los mandamientos y apartarse de lo reprobable, es decir que debe obedecer a Dios y abstenerse de la mentira y el pecado. El aniquilación (en persa, nistí –نیستی–), en cuanto debe aniquilar su orgullo, vanidad, egoísmo, veleidades sensuales y arrebatos lujuriosos, entregándose por completo a lo estipulado y sin desear más que la satisfacción divina. La entrega (en árabe, rid'â –ردآ–), en cuanto debe sin hipocresía servir, ayudar y sacrificarse sin hipocresía por las criaturas de Dios, buscando la comodidad del prójimo a costa de la propia incomodidad.

## Ritos
Los Yaresan acuerdan gran importancia a reuniones rituales (yam, جمع) celebradas con regularidad y con ocasión de eventos importantes en las que se recitan los kalâm y se interpreta música. En momentos solemnes, se realizan sesiones de invocaciones en las que se utilizan instrumentos musicales y se alcanzan estados extáticos. Se ofrecen sacrificios rituales (nazr wa niyâz) y ofrendas (jayr wa jedmat). La ceremonia de iniciación es realizada normalmente en la niñez; en ella se rompe una nuez moscada que el yaresán usará como amuleto junto con una pieza de plata en que se inscribe la profesión de fe islámica en su formulación chií. El vínculo creado se considera carnal y acarrea prohibiciones de incesto. Se establecen lazos de fraternidad entre uno o varios varones y una mujer para prefigurar el Día de la resurrección. En invierno se observa un ayuno riguroso de tres días, seguido de un banquete.